# Liste der Naturdenkmale in Großröhrsdorf
Die Liste der Naturdenkmale in Großröhrsdorf nennt die Naturdenkmale in Großröhrsdorf im sächsischen Landkreis Bautzen.

## Definition
„Naturdenkmäler sind rechtsverbindlich festgesetzte Einzelschöpfungen der Natur oder entsprechende Flächen bis zu fünf Hektar, deren besonderer Schutz erforderlich ist
1. aus wissenschaftlichen, naturgeschichtlichen oder landeskundlichen Gründen oder
2. wegen ihrer Seltenheit, Eigenart oder Schönheit.“

## Liste
Link zu einem Kartenansichtstool, um Koordinaten zu setzen.
| Bild | Bezeichnung                                                                       | Lage                                                           | Beschreibung | Datum             | Nummer     |
| ---- | --------------------------------------------------------------------------------- | -------------------------------------------------------------- | ------------ | ----------------- | ---------- |
| BW   | Gründelteich                                                                      | Bretnig-Hauswalde (51° 9′ 11,5″ N, 14° 3′ 52,1″ O)             |              |                   | 02/01      |
| BW   | Südostufer des Brettmühlenteiches                                                 | Bretnig-Hauswalde (51° 9′ 32,9″ N, 14° 3′ 32,7″ O)             |              |                   | 02/04      |
| BW   | Teich mit Baumgruppe im Rosenthal                                                 | Bretnig-Hauswalde (51° 8′ 21,8″ N, 14° 3′ 54,4″ O)             |              |                   | 02/06      |
| BW   | Pfarrloch                                                                         | Bretnig-Hauswalde (51° 10′ 6,4″ N, 14° 4′ 41,7″ O)             |              |                   | 02/11      |
| BW   | Zschiedrichs Busch                                                                | Bretnig-Hauswalde (51° 9′ 52,8″ N, 14° 4′ 41,4″ O)             |              |                   | 02/18      |
| BW   | Gehölz nordöstlich des Hohbusches                                                 | Bretnig-Hauswalde (51° 8′ 51″ N, 14° 5′ 6″ O)                  |              |                   | 02/19      |
| BW   | Feldgehölz hinter Raschens Sandgrube                                              | Bretnig-Hauswalde (51° 9′ 53,9″ N, 14° 5′ 11,7″ O)             |              |                   | 02/21      |
| BW   | Steinbach+Erweiterung                                                             | Großröhrsdorf, Kleinröhrsdorf (51° 7′ 10,8″ N, 14° 0′ 38,3″ O) |              |                   | 12/21+14/5 |
| BW   | Quell-/Sumpfwiese hinter Bauer Hörnigs Teich                                      | Großröhrsdorf (51° 8′ 52,6″ N, 14° 2′ 29,5″ O)                 |              |                   | 12/22      |
| BW   | Gehölz mit Quellgelände hinter Gärtners Teichen (Urwäldchen)                      | Großröhrsdorf (51° 8′ 51,5″ N, 14° 2′ 23,4″ O)                 |              |                   | 12/23      |
| BW   | Quelltümpel im Wald zwischen Pulsnitz und Langem Flügel                           | Großröhrsdorf (51° 9′ 49″ N, 14° 1′ 10,2″ O)                   |              |                   | 12/24      |
| BW   | 2 Tümpel in der Massenei im Winkel zwischen Steinbach und L-Weg                   | Großröhrsdorf (51° 7′ 13,4″ N, 14° 0′ 25,2″ O)                 |              |                   | 12/25      |
| BW   | Oberlauf des Grumbaches                                                           | Großröhrsdorf (51° 9′ 11,7″ N, 14° 0′ 2″ O)                    |              |                   | 12/26      |
| BW   | Sumpfwiese im Nordwesten der Wasserwiesen                                         | Kleinröhrsdorf (51° 8′ 15″ N, 13° 58′ 41″ O)                   |              |                   | 14/02      |
| BW   | Uferzone/Stauwurzel der Talsperre Stausee Wallroda                                | Kleinröhrsdorf (51° 7′ 8,8″ N, 13° 59′ 49,4″ O)                |              |                   | 14/03      |
| BW   | Röder/Steinbach südlich von Kleinröhrsdorf                                        | Kleinröhrsdorf (51° 7′ 14,4″ N, 13° 58′ 20″ O)                 |              |                   | 14/06      |
| BW   | Winterlindenallee auf dem Bahnhofsvorplatz                                        | Großröhrsdorf (51° 8′ 53″ N, 14° 1′ 3,6″ O)                    |              |                   | A/B-001    |
| BW   | Allee am Mühlweg                                                                  | Bretnig (51° 8′ 47,7″ N, 14° 3′ 7,8″ O)                        |              |                   | A/B-003    |
| BW   | Eichen östlich der Revierförsterei am südöstlichen Waldrand                       | Großröhrsdorf (51° 8′ 8,1″ N, 13° 58′ 44,6″ O)                 |              |                   | A/B-004    |
| BW   | Eschenreihe östlich Ortsteil Rosenthal                                            | Bretnig (51° 8′ 19,8″ N, 14° 4′ 12,9″ O)                       |              |                   | A/B-005    |
| BW   | Esche südwestlich des Äußeren Friedhofes                                          | Großröhrsdorf (51° 8′ 52,1″ N, 14° 0′ 24,8″ O)                 |              |                   | B-024      |
| BW   | Stieleiche Nähe Krankenhaus I                                                     | Großröhrsdorf (51° 9′ 5,4″ N, 14° 1′ 49,2″ O)                  |              |                   | B-026      |
| BW   | 2 Spitzahorne an der Schule                                                       | Bretnig (51° 9′ 0,9″ N, 14° 3′ 41,2″ O)                        |              |                   | B-028      |
| BW   | 2 Spitzahorne an der Schule                                                       | Bretnig (51° 9′ 0,8″ N, 14° 3′ 41,5″ O)                        |              |                   | B-028      |
| BW   | 2 Stieleichen südlich des Freibades Buschmühle                                    | Hauswalde (51° 9′ 50,5″ N, 14° 4′ 33,8″ O)                     |              |                   | B-029      |
| BW   | Rotbuche nordwestlich des Krohnenberges am Wege Buschmühle - Röderbrunn           | Hauswalde (51° 10′ 6,4″ N, 14° 5′ 14,4″ O)                     |              |                   | B-030      |
| BW   | Bergahorn am Wege Röderbrunn-Krohnenberg                                          | Hauswalde (51° 9′ 57,8″ N, 14° 5′ 27,7″ O)                     |              |                   | B-034      |
| BW   | Stieleiche nördlich Hauswalde                                                     | Hauswalde (51° 9′ 16″ N, 14° 5′ 1″ O)                          |              |                   | B-035      |
| BW   | 2 Stieleichen in der Feldflur westlich der Frankenthaler Straße                   | Bretnig (51° 8′ 48,8″ N, 14° 4′ 25,4″ O)                       |              |                   | B-036      |
| BW   | 2 Stieleichen in der Feldflur westlich der Frankenthaler Straße                   | Bretnig (51° 8′ 46,7″ N, 14° 4′ 26,6″ O)                       |              |                   | B-036      |
| BW   | Wildbirne nördlich der Alten Straße                                               | Bretnig (51° 8′ 30,4″ N, 14° 4′ 32,8″ O)                       |              |                   | B-037      |
| BW   | Stieleiche nordwestlich Rosenthal                                                 | Bretnig (51° 8′ 26,8″ N, 14° 3′ 42,4″ O)                       |              |                   | B-039      |
| BW   | 3 Stieleichen östlich des Haselberges                                             | Bretnig (51° 8′ 26,7″ N, 14° 3′ 17,5″ O)                       |              |                   | B-040      |
| BW   | 3 Stieleichen östlich des Haselberges                                             | Bretnig (51° 8′ 20,4″ N, 14° 3′ 22,3″ O)                       |              |                   | B-040      |
| BW   | 3 Stieleichen östlich des Haselberges                                             | Bretnig (51° 8′ 17″ N, 14° 3′ 25,7″ O)                         |              |                   | B-040      |
| BW   | Stieleiche am Eisenbahnviadukt                                                    | Großröhrsdorf (51° 8′ 12,1″ N, 13° 59′ 25,2″ O)                |              |                   | B-041      |
| BW   | Stieleiche an der Röderbrücke zur Mühlstraße 1                                    | Großröhrsdorf (51° 8′ 46,2″ N, 14° 1′ 22,9″ O)                 |              |                   | B-046      |
| BW   | Esche an der Poststraße                                                           | Großröhrsdorf (51° 8′ 42,7″ N, 14° 1′ 5,4″ O)                  |              |                   | B-048      |
| BW   | Stieleiche Ecke Lange Straße/Wasserstraße                                         | Großröhrsdorf (51° 8′ 19,9″ N, 13° 59′ 53,9″ O)                |              |                   | B-050      |
| BW   | Stieleiche am Feldweg                                                             | Großröhrsdorf (51° 7′ 54,8″ N, 14° 0′ 52″ O)                   |              |                   | B-052      |
| BW   | Baumgruppe am Fußweg Freiheits-/Stolpener Straße                                  | Großröhrsdorf (51° 8′ 27,2″ N, 14° 0′ 49,6″ O)                 |              |                   | B-054      |
| BW   | Stieleiche links der Stolpener Straße                                             | Großröhrsdorf (51° 7′ 41,6″ N, 14° 1′ 41,3″ O)                 |              |                   | B-056      |
| BW   | Stieleiche westlich des Vorwärmteiches zur Massenei                               | Großröhrsdorf (51° 7′ 38,6″ N, 14° 1′ 58,8″ O)                 |              |                   | B-058      |
| BW   | Stieleiche im Felde zwischen Massenei und Masseneistraße                          | Großröhrsdorf (51° 7′ 49,6″ N, 14° 2′ 16″ O)                   |              |                   | B-059      |
| BW   | Körner-Eiche                                                                      | Großröhrsdorf (51° 8′ 26,9″ N, 14° 1′ 1,6″ O)                  |              |                   | B-060      |
| BW   | Rotbuche Nähe Dreienberg                                                          | Großröhrsdorf (51° 9′ 37,1″ N, 14° 1′ 23,9″ O)                 |              |                   | B-061      |
| BW   | Eiche am Feldweg westlich Lichtenberger Straße                                    | Großröhrsdorf (51° 9′ 8″ N, 14° 0′ 5,4″ O)                     |              |                   | B-062      |
| BW   | Stieleiche zwischen der Großröhrsdorfer Straße und der Großen Röder am Schenkberg | Großröhrsdorf (51° 7′ 45,8″ N, 13° 58′ 35,5″ O)                |              | VO vom 06.03.2013 | B-074      |